# Sant Cugat de Fornells de la Selva

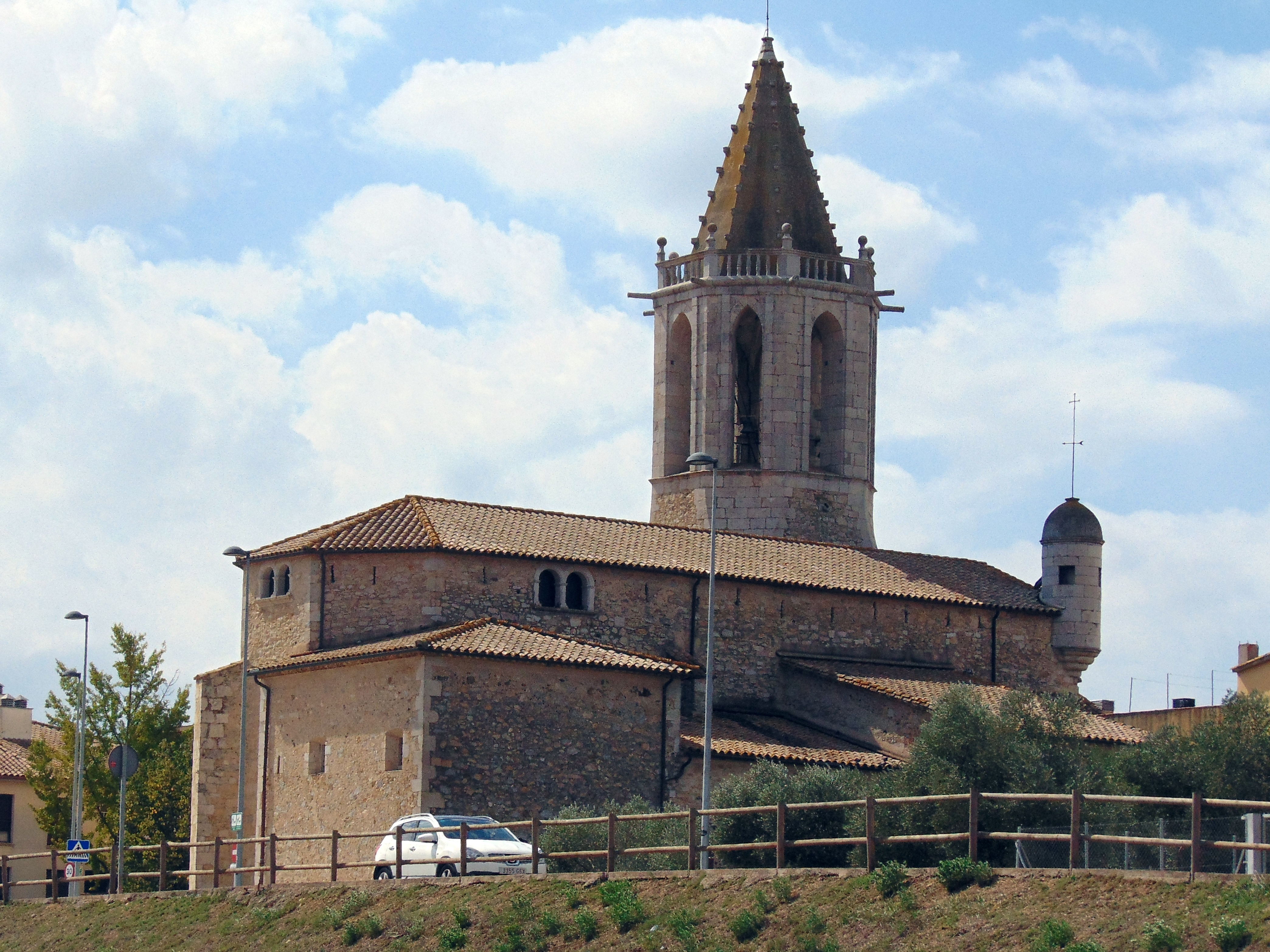

Sant Cugat és l'església parroquial al nucli de Fornells de la Selva (Gironès), dedicada als màrtirs sant Cugat i sant Vidal. El temple actual és de la segona meitat del segle xvi, de tradició gòtica amb elements renaixentistes i fortificat. Aquesta església parroquial ja apareix documentada el 1032, en la donació d'un alou del terme de Fornells que feu Eribau, vescomte de Cardona i ardiaca de Girona, al prevere Guadamir. El lloc de Fornells és esmentat però des del 922. És una església d'una sola nau amb elements poc remarcables a l'interior, però molt interessants a l'exterior. Destaca per la seva dimensió el campanar, esvelta torre octogonal de carreus acabada amb una agulla, amb base de planta quadrangular; en una de les cares presenta un rellotge de sol. En la seva part oposada hi ha una torre de vigia -garita volada-. El frontis és la part més important des del punt de vista artístic.